# MSC Beatrice (schip, 2009)
De MSC Beatrice is een van de grotere containerschepen. Het heeft een capaciteit van 13.798 TEU.
De MSC Beatrice is 366 meter lang, 52 meter breed en 67 meter hoog. Het kan varen met een snelheid van 24 knopen, ruim 44 kilometer per uur. Dagelijks verbruikt het schip op volle zee zo'n 262.000 liter stookolie. De totale hoeveelheid stookolie die kan worden meegenomen is 13 miljoen liter. De hoofdmotor is 21 meter lang, 5 meter breed en 14 meter hoog en levert 98.000 pk. De schroef weegt 92 ton met een diameter van ruim 9 meter. Het anker weegt 12 ton en heeft een ketting van 250 meter lang. 
De bemanning van het schip bestaat uit 24 personen die zich vrij kunnen bewegen over acht verschillende dekken. Er zijn 31 hutten met eigen douche. Het schip is gebouwd door Samsung Heavy Industries in Zuid-Korea en kostte ruim 120 miljoen dollar.
Op 5 april 2009 deed het schip voor het eerst de haven van Rotterdam aan en het vertrok op 6 april naar de haven van Antwerpen.